# Windloch (Minden)
Das Fachwerkhaus Windloch ist ein denkmalgeschütztes Gebäude in der ostwestfälischen Stadt Minden im Kreis Minden-Lübbecke in Nordrhein-Westfalen.

## Geschichte des Hauses
Das Wohnhaus wurde in unmittelbarer Nähe der Martinikirche auf der Oberterrasse in der ostwestfälischen Stadt Minden errichtet.
Im 17. Jahrhundert wohnte in diesem kleinsten Haus in der Festung Minden der Stadtmusiker, der auch für den Betrieb der Orgel in der Martinikirche zuständig war. Südlich angrenzend wurde an das Haus ein Lagerhaus errichtet, das heute sogenannte Windloch.